# Eucerocoris
Eucerocoris is een geslacht van wantsen uit de familie van de Miridae (Blindwantsen). Het geslacht werd voor het eerst wetenschappelijk beschreven door Westwood in 1837.

## Soorten
Het genus bevat de volgende soorten:

- Eucerocoris nigriceps Westwood, 1837
- Eucerocoris suspectus Distant, 1904